# LIKEY
LIKEY는 트와이스의 첫 번째 정규 음반 《Twicetagram》의 타이틀 곡이다.

## 차트
| 차트 (2017) | 최고 순위 |
| ----------- | --------- |
| 일본        | 2         |
| 일본        | 2         |
| 필리핀      | 11        |
| 필리핀      | 1         |
| 한국        | 1         |
| 한국        | 1         |
| 미국        | 1         |

## 같이 보기
- 2017년 가온 디지털 차트 1위 목록